# 西方蝟鱈
西方蝟鱈，為輻鰭魚綱鱈形目鼠尾鱈科的其中一種，分布於東太平洋秘魯外海海域，屬深海底棲性魚類，深度可達4337公尺，體長可達37公分，棲息在底層水域，生活習性不明。